# Stylaster boreopacificus
Stylaster boreopacificus is een hydroïdpoliep uit de familie Stylasteridae. De poliep komt uit het geslacht Stylaster. Stylaster boreopacificus werd in 1932 voor het eerst wetenschappelijk beschreven door Broch. 